# HDF850.1
HDF850.1 – galaktyka odkryta w 1998, położona w Głębokim Polu Hubble’a w gwiazdozbiorze Wielkiej Niedźwiedzicy. Oddalona jest od Ziemi o 12,5 miliarda lat świetlnych. Galaktyka charakteryzuje się bardzo dużą liczbą powstających w niej gwiazd.

## Historia
Galaktyka została odkryta w 1998 przez znajdujący się na Hawajach teleskop James Clerk Maxwell Telescope, rejestrujący obraz w zakresie fal submilimetrowych. Galaktyka okazała się najjaśniejszym źródłem promieniowania w tym zakresie, znajdującym się w Głębokim Polu Hubble’a.
Charakteryzuje ją bardzo duża liczba powstających w niej gwiazd. Rocznie w galaktyce rodzą się gwiazdy o łącznej masie około tysiąca M☉ – więcej niż we wszystkich pozostałych galaktykach z Głębokiego Pola Hubble’a razem wziętych.
HDF850.1 jest częściowo zasłonięta przez gęste obłoki gazowe i pyłowe. Do Ziemi dociera emitowane przez nią światło widzialne w bardzo wąskim zakresie, co przez 14 lat od jej odkrycia uniemożliwiało dokładne określenie, w jakiej odległości położona jest ona od Ziemi. Dopiero w 2012 dzięki interferometrowi złożonemu z 6 anten, znajdującemu się na Plateau de Bure udało się zmierzyć, że galaktyka znajduje się 12,5 miliarda lat świetlnych od Ziemi.
Określenie odległości HDF850.1 pozwoliło także stwierdzić, że należy ona do znajdującej się we wczesnej fazie tworzenia gromady galaktyk.